# Jerry Lee Lewis
Pour les articles homonymes, voir Jerry Lewis (homonymie) et Lewis.
Jerry Lee Lewis, né le 29 septembre 1935 à Ferriday (Louisiane) et mort le 28 octobre 2022 dans le comté de DeSoto (Mississippi), est un chanteur-pianiste américain de rock 'n' roll, rockabilly, gospel, honky tonk, blues et de country.
Pionnier du rock ’n’ roll, Jerry Lee Lewis est surnommé « The Killer » (« le tueur ») ; il impose un style rapide et énergique, tant au piano qu’au chant, livrant des prestations scéniques électriques et n’hésitant pas à frapper le clavier avec ses poings ou ses talons, ou même à jouer debout. Volontairement provocateur et outrancier, il va jusqu’à mettre le feu à son piano à la fin d’un concert, ce qui forge sa réputation de « bad boy » (« mauvais garçon ») du rock ’n’ roll.
Plusieurs de ses titres sont devenus des classiques, comme Great Balls of Fire, Whole Lotta Shakin' Goin' On, High School Confidential, Breathless, It'll Be Me ou sa version de What'd I Say.
Sa vie, parsemée d’excès en tous genres et sa carrière décisive dans l’histoire du rock ont fait l’objet d'une adaptation au cinéma avec le film Great Balls of Fire! (1989) de Jim McBride, son rôle étant interprété par l'acteur Dennis Quaid.

Personnalité majeure de l’histoire du rock, Jerry Lee Lewis a été intronisé au Rock and Roll Hall of Fame dès la création de cette structure en 1986 ; il a aussi été récompensé d'un Grammy du couronnement d'une carrière en 2005 pour l’ensemble de son œuvre. Il a continué jusqu'à un âge avancé ses tournées à travers le monde. En 1995, le chanteur Bruce Springsteen a déclaré à son sujet : 

« This Man doesn't play Rock'n'Roll. He is Rock'n'Roll!, »

## Biographie

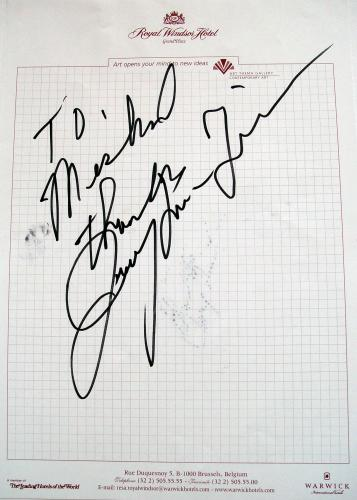
Dédicace de Jerry Lee Lewis datant de 2007 (collection privée).

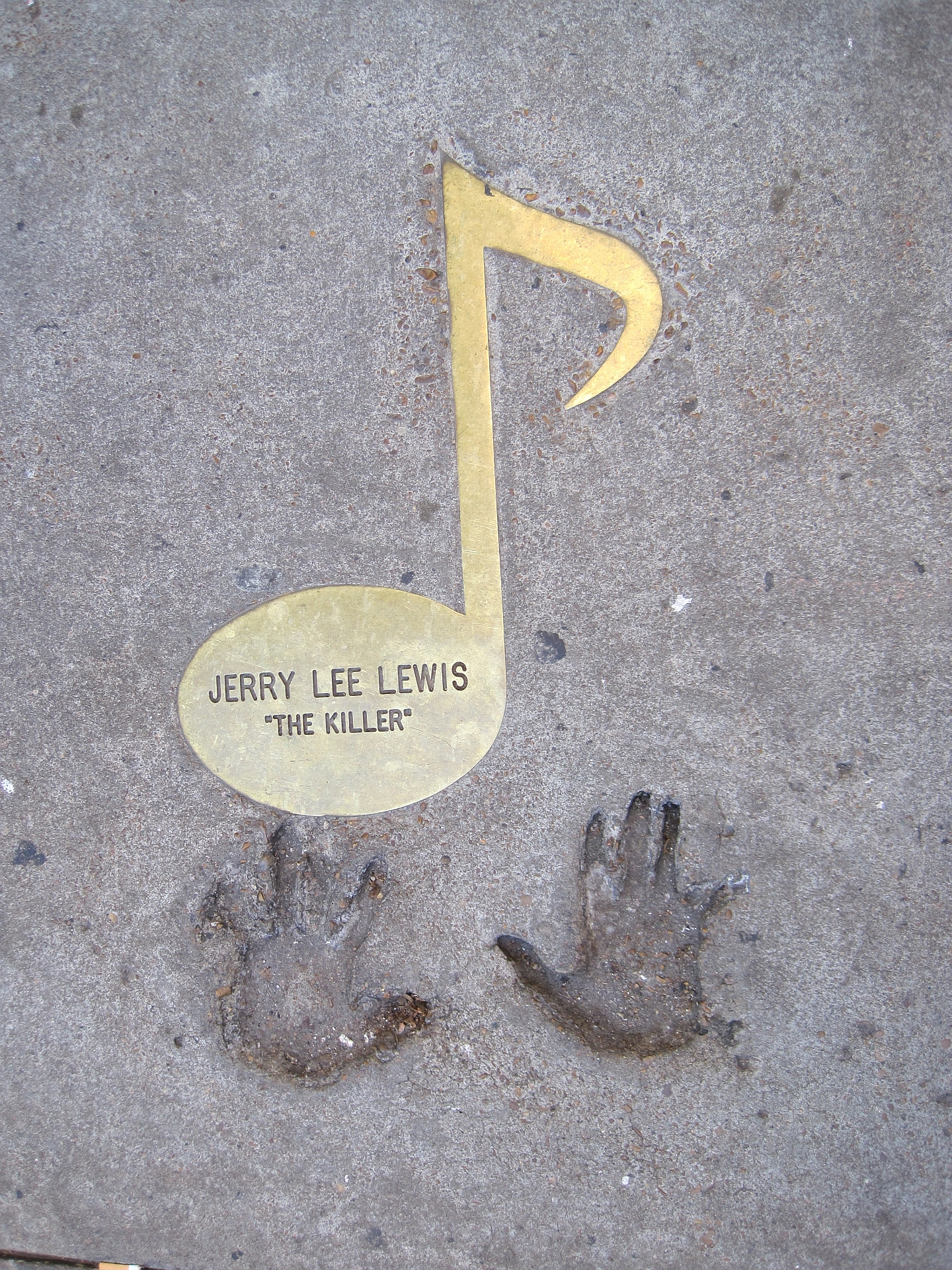
Son empreinte sur le Beale Street Walk of Fame de Memphis (Tennessee).

Né dans une famille pauvre, Jerry Lee Lewis développe sa propre approche, féroce, du piano dès l’âge de 10 ans, synthétisant les sons du boogie-woogie qu’il écoute à la radio avec le rhythm and blues du Sud qui émane du Haney’s Big House, un « juke joint » (cabaret où se joue le Delta blues dans le Delta du Mississippi), propriété de son oncle.
Il a une sœur, Linda Gail Lewis, qui est aussi chanteuse et pianiste du même genre musical.
Jerry Lee Lewis est plus tard inscrit par sa mère au Southwestern Bible College (une université chrétienne) à Waxahachie, au Texas, mais il n’y reste pas très longtemps. En rassemblant des éléments de rhythm and blues, de boogie-woogie, de gospel et de country dans un son qui n’appartient qu’à lui, Jerry Lee Lewis devient membre à part entière de la scène rock’n’roll émergente qui est en train de supplanter les grands orchestres de musique populaire. 
Après avoir quitté l’école, il occupe de petits emplois et se marie deux fois.
En 1956, il commence à enregistrer chez Sun,, à Memphis (Tennessee). Il y rencontre des artistes comme Carl Perkins, Johnny Cash ou encore Elvis Presley.
Il stupéfie par sa culture musicale et son énergie. Il danse devant son clavier et sur son piano. Avec les sorties de Whole Lotta Shakin’ Goin’ On et de Great Balls of Fire en 1957, le flamboyant jeune rockeur s’impose dans les pop charts, rhythm and blues et country et débarque sur les écrans pour des rôles performances dans les films High School Confidential et Jamboree. Voyant Jerry Lee Lewis sur scène, Elvis Presley déclare que s’il savait jouer du piano comme lui, il arrêterait de chanter.
Jerry Lee Lewis épouse Myra Gale Brown en décembre 1957. La révélation de la nouvelle dans la presse déclenche un scandale qui affecte profondément la carrière de Lewis. En effet, la jeune fille n’a que 13 ans et est sa cousine germaine ; de plus le « Killer », qui n’a pas réglé son précédent divorce, est toujours officiellement marié. Il est critiqué et poursuivi pour bigamie, ses cachets s’effondrent, ses disques se vendent moins, le public vient à ses spectacles pour le huer. Il reste marié treize ans à Myra. Ils ont ensemble deux enfants, Steve Allen Lewis (27 février 1959-22 avril 1962) et Phoebe Allen Lewis (1963). À l’âge de trois ans, Steve Allen se noie dans une piscine.
Jerry Lee Lewis a eu au moins cinq enfants. En 1973, son fils aîné Jerry Lee Lewis Jr. meurt à 19 ans à la suite d’un accident de voiture, à bord d’une Jeep qu’il conduisait. Parmi ses autres enfants, on compte un fils, Jerry Lee Lewis III, et deux filles, Phoebe Allen Lewis et Lori Lewis.
Le 13 septembre 1969, il fait une prestation remarquable lors d’un concert au Toronto Rock and Roll Revival Festival, aux côtés de Gene Vincent Chuck Berry, Little Richard, Bo Diddley, John Lennon et Yoko Ono. Il revient en grâce aux alentours des années 1970 et enregistre tout au long de sa carrière une quantité importante de disques.
Personnalité écorchée vive, buveur, consommateur de drogues, marqué par de nombreux drames familiaux et démêlés avec la justice, Jerry Lee Lewis cultive le goût de la provocation et du paradoxe. Fanatique d'armes à feu, il tire au 357 magnum sur son bassiste, Butch Owens, et tente de "pénétrer à Graceland du vivant d’Elvis Presley en forçant le barrage des gardes". Il affirme, entre autres, que le rock ’n’ roll n’a été pour lui qu’un moyen de gagner de quoi enregistrer des disques de country, sa véritable passion.
Depuis le début, la confiance irrépressible, voire arrogante, et l’insatiable énergie de Jerry Lee Lewis lui ont valu un nombre incalculable de fans mais autant d’ennemis. Sa carrière est jalonnée d’exploits et de scandales : il est le premier « Bad Boy », une des légendes du rock ’n’ roll et a préparé le terrain pour tous les suivants.
Il meurt le 28 octobre 2022, chez lui, dans le comté de DeSoto (Mississippi).

## Carrière

Jerry Lee Lewis en 1977

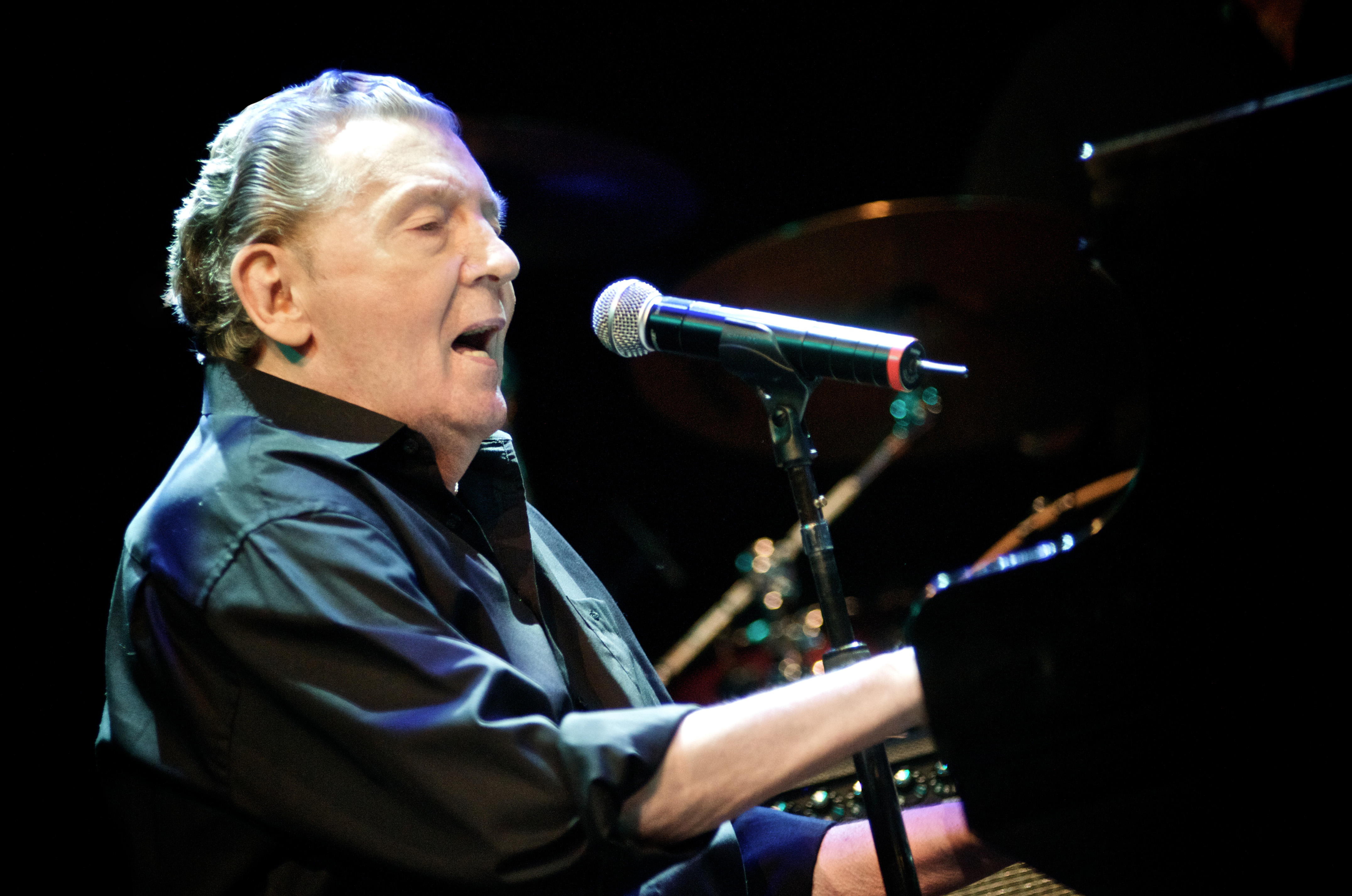
Jerry Lee Lewis en concert à São Paulo en 2009

### Discographie

#### Grands succès
Parmi sa volumineuse discographie (plusieurs dizaines d’albums, en comptant les albums publics et compilations), il convient de citer les morceaux qui sont devenus des classiques :
- Whole Lotta Shakin’ Goin’ On (1957)
- Great Balls of Fire (1957)
- Breathless (1958)
- High School Confidential (1958)
- What’d I Say (1961)
- Chantilly Lace (1972)
- Last Man Standing (2006)
- Live at the Star Club, Hamburg (1964) est considéré par de nombreux critiques comme l'un des meilleurs albums enregistrés en concert de l’histoire du rock ’n’ roll[12],[13],[14],[15],[16].

### Filmographie

#### Comme acteur
- 1957 : Jamboree (en), de Roy Lockwood (en)
- 1958 : Jeunesse droguée (High School Confidential), de Jack Arnold
- 1965 : Be My Guest (en), de Lance Comfort
- 1969 : Sweet Toronto de D.A Pennebaker
- 1978 : American Hot Wax, de Floyd Mutrux
- 1992 : Le Cadeau de la rentrée (clip Great Ball of fire avec Dorothée)

#### Film biographique et documentaire
- 1989 : Great Balls of Fire! (film biographique) de Jim McBride, avec Dennis Quaid et Winona Ryder, retrace la première partie de sa vie et son ascension fulgurante.
- 2022 : Jerry Lee Lewis: Trouble in Mind (documentaire) d'Ethan Coen

## Adaptations
- En 1999, la comédie musicale intitulée Great Balls of Fire, avec Billy Geraghty, reste à l'affiche toute l'année à Londres.

## Dans la culture populaire
La chanson Il jouait du piano debout, écrite par Michel Berger et interprétée en 1980 par France Gall, fait référence à Jerry Lee Lewis qui jouait aussi bien du piano assis que debout.
La chanson Great Balls of Fire est un des leitmotiv du film Top Gun (1986), puis de Top Gun : Maverick (2022)[réf. nécessaire].
Dans Made in Hungaria (2009), le personnage principal Miki, inspiré par Miklós Fenyő, est un grand fan de Jerry Lee Lewis et s'inspire de ses performances scéniques lors de son premier concert.

## Soupçons de féminicides
Toxicoman et réputé homme violent avec ses épouses, Jerry Lee est veuf deux fois. Le 8 juin 1982, Jaren Elizabeth Gunn, sa quatrième épouse depuis octobre 1971, en instance de divorce, est retrouvée noyée dans une piscine privée.
Il rencontre sa cinquième épouse, Shawn Michelle, en 1981 alors qu'il était encore marié à Jaren. Ils se marient en juin 1983. La cérémonie fut chaotique, le chanteur ayant même frappé la soeur de sa nouvelle épouse. Shawn est retrouvée morte dans des circonstances troubles 77 jours plus tard le 24 août à l'âge de 25 ans. D'après l'enquête d'un journaliste du magazine Rolling Stones,  Richard B. Cramer, l'enquête de police aurait été bâclée et n'a donné lieu à aucune poursuite. Cependant des bleus, des traces de sang et de strangulation sont retrouvées sur la jeune femme. Des griffures sont constatées sur Jerry Lee. Des traces de lutte et des preuves de dissimulation de ces traces ont aussi été constatée dans le logement. Des officiers de police et de justice, ainsi que le médecin auraient été achetés. Jerry Lee Lewis ne sera jamais inquiété et Shawn Michelle est déclarée morte d'un "œdème pulmonaire" de cause inconnue et enterrée.
Notes
1. ↑  Un disque enregistré en 1952 dans le studio J&M de Cosimo Matassa à La Nouvelle-Orléans a été récemment découvert en Louisiane.

Références
1. 1 2  (en) Cub Koda, « Jerry Lee Lewis », sur le site allmusic.com (consulté le 24 mai 2016).
2. ↑  (en) « Jerry Lee Lewis biography », sur le site biography.com (consulté le 24 mai 2016).
3. ↑  Do You Know How Jerry Lee Lewis Got His 'Killer' Nickname? sur iHeart
4. ↑  Traduction : « Cet homme ne joue pas du rock'n'roll. Il est le rock'n'roll ! »
5. ↑  (en) Dave Tianen, « Rock hall's gig links generation », Milwaukee Journal Sentinel,‎ 1995, p. 11 (lire en ligne).
6. ↑  (en) no 24 sur Beale Street Walk of Fame.
7. ↑  (en) Asa Hawks, « Cajun Pawn Stars uncovers lost Jerry Lee Lewis recording from 1952 », sur le site starcasm.net, 8 janvier 2012 (consulté le 24 mai 2016).
8. ↑  « Memphis, la musique en héritage », sur Radio France, 11 octobre 2020 (consulté le 13 juin 2022)
9. ↑  (en) « Son of Jerry Lee Lewis Dies In Mississippi Car Crash », sur nytimes.com, 15 novembre 1973 (consulté le 4 septembre 2018).
10. ↑  Thomas Sotinel, « Jerry Lee Lewis, pianiste au jeu infernal et légende du rock, est mort », sur lemonde.fr, 28 octobre 2022.
11. ↑   « Jerry Lee Lewis, pianiste au jeu infernal et légende du rock, est mort », Le Monde, 28 octobre 2022
12. ↑  (en) Stephen Thomas Erlewine, « Jerry Lee Lewis Live at the Star-Club, Hamburg », sur le site allmusic.com (consulté le 24 mai 2016).
13. ↑  (en) Peter Checksfield, Jerry Lee Lewis : The Greatest Live Show on Earth, vol. 188, Record Collector, avril 1995, p. 79
14. ↑  (en) Miles Milo, « Live at the Star Club, Hamburg [Bear Family] Jerry Lee Lewis », 6 juin 2002 (consulté le 24 mai 2016).
15. ↑  Q Magazine, #1, 2002, p. 59.
16. ↑  Mojo, 3/01/2004, p. 52.
17. ↑  « France Gall: «Il jouait du piano debout» et son message de tolérance » (consulté le 5 novembre 2022)
18. ↑  Brice Miclet, « Deux épouses mortes, un rockeur blanchi: Jerry Lee Lewis est-il si innocent? », sur Slate.fr, 23 janvier 2022 (consulté le 31 juillet 2025)
19. ↑  (en-US) Richard Ben Cramer, « The Strange and Mysterious Death of Mrs. Jerry Lee Lewis », sur Rolling Stone, 1er mars 1984 (consulté le 31 juillet 2025)